# Relais de chiens dans le désert
Relais de chiens dans le désert est un tableau réalisé par le peintre français Jean-Léon Gérôme avant 1867. Cette huile sur panneau orientaliste est une scène de genre qui représente un Nubien tenant en laisse deux chiens du pharaon dans un désert. Cette œuvre, commandée par le businessman et collectionneur d'art américain William Thompson Walters (en) (1820-1894), est conservée au Walters Art Museum, à Baltimore, dans le Maryland, aux États-Unis.